# Misha Defonseca
Misha Defonseca, geboren in België als Monica De Wael (Etterbeek, 12 mei 1937) is een Amerikaans-Belgisch schrijfster. Ze is bekend door haar zogenoemd autobiografisch boek Misha: A Mémoire of the Holocaust Years (1997), waarvan ze einde februari 2008 bekende dat het een fictief verhaal is.
Defonseca, geboren te Etterbeek (Brussel) als Monica Ernestine Josephine De Wael, was een dochter van gemeenteambtenaar Robert De Wael en Joséphine Donvil. Haar katholieke ouders zouden, volgens het verhaal in haar boek, in september 1941 als verzetsmensen opgepakt en naar Duitsland gebracht zijn, waar haar vader zou overleden zijn in Sonnenburg in mei 1944 en haar moeder in 1945. De Wael werd in België opgevoed door haar opa en later door haar oom.
Op 15 januari 1959 huwde De Wael met Morris Levy (geboortejaar 1931), met wie zij in 1962 een zoon kreeg, Morris Robert Levy. Einde 1972 was zij van hem gescheiden. In september 1973 huwde zij met Maurice Defonseca (Brugge, 1940), die in 1962 zijn diploma 'Masters in Business Administration' behaalde aan de Universiteit te Brussel. Ze verbleven tussen 1980 en 1985 in Amsterdam, waar Defonseca werkte.

## Naar Amerika in 1988
Samen met haar man emigreerde Monique De Wael einde 1985 naar de Verenigde Staten, waar haar man in Boston voor Honeywell directeur werd. Ze vestigden zich in Millis in Massachusetts. Omstreeks 1989-1990 begon ze er in de lokale joodse gemeenschap 'haar' Holocaustverhaal te vertellen. Zo ontmoette ze er ook de plaatselijke uitgeefster Jane Daniel, die haar aanspoorde haar jeugdherinneringen op te schrijven. Voor het uitgeven werd een ghostwriter (spookschrijver) aangetrokken, nl. Vera Lee. Haar verhaal A Mémoire of the Holocaust Years werd door Lee en Defonseca als een autobiografische geschiedenis aan de Amerikaanse lezer gepresenteerd. Defonseca vertelt dat ze als joods weeskind gedurende vier jaar, van 7 tot 11 jaar, door Europa heeft gezworven - van België naar Oekraïne en terug - en werd opgenomen (en beschermd) door een wolvenroedel. Het boek verkocht slecht in de Verenigde Staten, maar goed in Canada, Frankrijk en Italië. Defonseca en Lee spanden een proces aan tegen Daniel, die ze ervan beschuldigden de promotie van het boek slecht te hebben aangepakt en royalty's te hebben achtergehouden. In 2001 werd Lee 3,3 miljoen dollar schadevergoeding toegekend en Defonseca 7,5 miljoen. Deze schadevergoedingen werden vervolgens verdrievoudigd bij vonnis van 2002. Het boek werd in achttien talen vertaald en werd in 2007 door Véra Belmont verfilmd onder de titel Survivre avec les loups.
In februari 2008 erkende Defonseca echter dat het verhaal fictief was: “Is not the true reality, but it is my reality. There are times when I find it difficult to differentiate between reality and my inner world.” (Het is niet de werkelijke realiteit, maar mijn eigen realiteit. Er zijn ogenblikken waarin het voor mij moeilijk is om te onderscheiden wat werkelijk gebeurd is en wat zich enkel in mijn binnenste, mijn innerlijke afgespeeld heeft.) Daarbij vroeg ze vergeving aan iedereen die zich verraden voelde door het verhaal. Een vriendin uit Millis, Patricia Cunningham, getuigt (maart 2008): "I have known Misha Defonseca since 1988, when she and her family moved to Millis, and we became close friends. I truly believed her story, and supported her efforts in writing her memoirs. One speech she gave stands out in my mind, a night at Brandeis. Several hundred students, faculty, friends, and true Holocaust survivors gathered to hear her story, and many tears were shed as the story unfolded. Holocaust survivors in attendance that evening called out the names of the death camps they were in, and a moment of silence was observed. (...) I feel so betrayed, yet my heart is broken for the true Holocaust survivors she used to promote her lies."
De Wael was in het geheel niet van joodse afkomst, maar voelde zich getekend door de oorlog en door de daden van haar vader, die - volgens Le Soir-onderzoeksjournalist Marc Metdepenningen - bij het Belgische verzet bekendstond als verrader. Hij en zijn vrouw werden gedood door de nazi's, nadat hij informatie had gegeven over andere leden van het verzet.

## Onwaarschijnlijk verhaal
Aanwijzingen dat haar boek een fictief verhaal betrof, waren al in een vroeg stadium - voor publicatie - opgemerkt. De criticus Lawrence L. Langer, die gevraagd was een flaptekst te schrijven, achtte het een onwaarschijnlijk verhaal. Hetzelfde gold voor de door hem geraadpleegde Holocaust-geleerde Raul Hilberg, en ook voor de schrijfster Bette Greene, die eveneens gevraagd was een flaptekst te schrijven. De joods-Duitse journalist en schrijver Henryk Broder schreef in 1996 al een sceptisch artikel in Der Spiegel. Niettemin werd het boek een bestseller.
In februari 2008 zette Defonseca's voormalige uitgeefster Jane Daniel een uittreksel uit het doopregister van een Brusselse parochie online en een register van een basisschool in Schaarbeek, dicht bij het huis van de De Waels, dat laat zien dat een Monique Dewael hier stond ingeschreven in september 1943 — dus twee jaar nadat Misha Brussel zou hebben verlaten. Nadat Defonseca door de Belgische krant Le Soir met onweerlegbare bewijzen was geconfronteerd gaf ze op 29 februari 2008 toe het hele verhaal te hebben verzonnen.
Intussen was haar uitgever Jane Daniël met een blog einde 2007 in het verweer gegaan. Na het verschijnen van de film, publiceerde ze in oktober 2008 een boek met de titel: Bestseller. The 33 Million Verdict The 20-Year Hoax The Truth Behind the Headlines (Laughing Gull Press). Uiteindelijk was er in mei 2014 een uitspraak van het gerechtshof van Massachusetts dat Misha Defonseca veroordeelde tot terugbetaling van een bedrag van ruim 16 miljoen euro.

## Documentaire
In 2021 verscheen de documentaire Misha and the Wolves over Misha Defonseca.
- Bibsys: 15007276
- Bibliothèque nationale de France: cb131773508 (data)
- CiNii: DA16590683
- Gemeinsame Normdatei: 1051070473
- International Standard Name Identifier: 0000 0001 1439 1506
- Library of Congress Control Number: n00050488
- Bibliotheek van het Japanse parlement: 00667221
- Nationale Bibliotheek van Tsjechië: mzk2005309003
- Nationale Bibliotheek van Israël: 987007260229805171
- Nederlandse Thesaurus van Auteursnamen: 183578961
- Système universitaire de documentation: 035259574
- Virtual International Authority File: 19818037
- WorldCat: E39PBJmtFp3XgRPTMr4MX87yh3